# Easter Compton
Easter Compton är en by i civil parish Almondsbury, i distriktet South Gloucestershire, i grevskapet Gloucestershire, i England. Byn är belägen 9 km från Bristol. Byn hade 655 invånare år 2021.